# Kasese
Kasese je grad u Ugandi, sjedište istoimenog distrikta u regiji Western. Nalazi se sjeverno od Georgeovog jezera, 30 km od granice s Demokratskom Republikom Kongo. Kampala je udaljena oko 345 km u smjeru istoka.
Kasese je nastao kao rudarsko naselje uz rudnik, prvo bakra, a kasnije kobalta. Željezničkom prugom Uganda Railway ruda se prevozila do luke Mombasa u Keniji. Danas grad ostvaruje značajne prihode i od turizma: nalazi se u blizini nacionalnih parkova Queen Elizabeth i Rwenzori, a poznat je i po svom noćnom životu. Ima i zračnu luku.
Prema procjeni iz 2008., Kasese ima 66.600 stanovnika.